# Lago Tepuhueico
Lago Tepuhueico är en sjö i Chile.   Den ligger i regionen Región de Los Lagos, i den södra delen av landet, 1 100 km söder om huvudstaden Santiago de Chile. Lago Tepuhueico ligger 38 meter över havet. Arean är 13,3 kvadratkilometer. Den sträcker sig 5,1 kilometer i nord-sydlig riktning, och 5,6 kilometer i öst-västlig riktning.
I omgivningarna runt Lago Tepuhueico växer i huvudsak blandskog. Runt Lago Tepuhueico är det glesbefolkat, med 8 invånare per kvadratkilometer.